# Teresa Rodríguez
María Teresa Rodríguez-Rubio Vázquez (Rota, 18 settembre 1981) è una politica e filologa spagnola, deputata di Malaga e Cadice nel Parlamento dell'Andalusia tra il 2015 e il 2022 ed europarlamentare per 9 mesi, tra il 2014 e il 2015. Appartiene ad Anticapitalistas Andalucía ed è leader di Adelante Andalucía.

## Biografia
I genitori di Teresa Rodríguez gestivano una profumeria nella sua città natale, Rota (Cadice). Suo padre era consigliere andaluso nel consiglio comunale di Rota (Cadice) nella I legislatura. Fin da giovanissima partecipò al movimento contro la base aeronavale ispano-americana di Rota.
Laureata in filologia araba all'Università di Siviglia, membro dell'organizzazione giovanile di Izquierda Unida, Teresa Rodríguez ha lavorato come professoressa di spagnolo presso l'Istituto Manuel de Falla di Puerto Real fino al 2013 e si è candidata tra le file di Izquierda Anticapitalista per le Europee del 2009 e per le politiche spagnole del 2011. Sindacalista del sindacato andaluso degli insegnanti USTEA (Unión de Sindicatos de Trabajadores de la Enseñanza de Andalucía), è stata anche attivista del movimento di protesta Marea Verde contro i tagli al bilancio nel sistema educativo spagnolo; il movimento si è sviluppato dal 2011 e, con il coinvolgimento di studenti e genitori, ha organizzato scioperi generali nel settore dell’istruzione nel 2012 e 2013. 
A metà del 2014, ha preso parte al movimento contro una nuova legge sull'aborto proposta dal partito al potere (PP) (la cosiddetta "Ley Gallardón"), che in Spagna mira a limitare severamente il diritto di scelta delle donne in merito all'interruzione di un rapporto sessuale durante la gravidanza (gli aborti verrebbero ridotti solo in caso di stupro o in caso di grave rischio per la salute). In questo contesto, ha criticato aspramente le posizioni pro-Vida definendole "ipocrite" affermando: «Dovrebbero preoccuparsi meno di ciò che accade nel nostro grembo e preoccuparsi di più dei bambini che sono già nati e che durante l'estate rimangono senza mensa scolastica». 

### Eurodeputata con Podemos
Dopo la creazione di Podemos all'inizio del 2014, in vista di partecipare alle elezioni europee di quell'anno, Teresa Rodríguez è stata scelta come numero due della candidatura alle primarie aperte. Eletta europarlamentare nel luglio 2014 insieme ad altri quattro candidati della stessa formazione, ha rinunciato a riscuotere l'intero stipendio da eurodeputata (circa 8000 euro), conservando nel suo caso i 1700 euro che le sarebbero corrisposti per lo stipendio da insegnante e donando il resto all'Unione andalusa dei lavoratori o ai dipendenti Delphi,
Si è dimessa nel marzo 2015 perché  eletta con l'80,86% dei voti al Parlamento andaluso tra i rappresentanti di Podemos. In quelle elezioni il suo partito ha ottenuto quindici seggi e in aprile Teresa Rodríguez è stata eletta segretari generale di Podemos per l'Andalusia attraverso un processo di primarie aperte, con circa l'85% dei voti. 

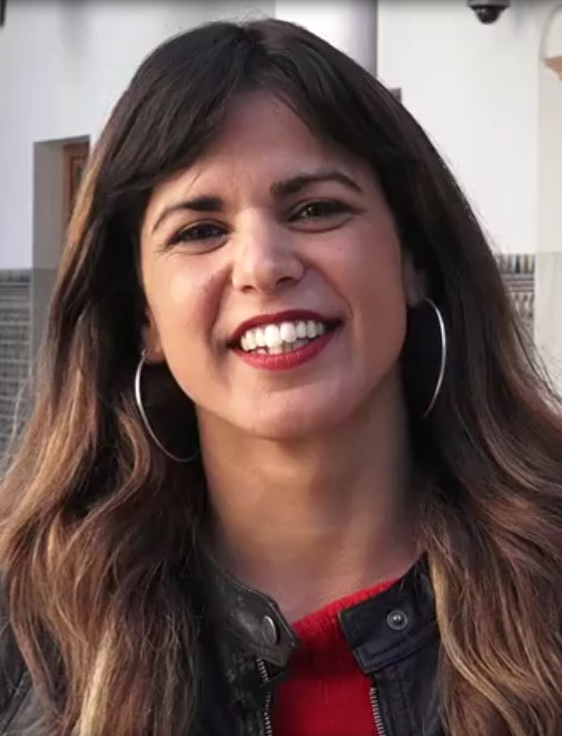
Teresa Rodríguez nel 2016.

Nel novembre 2016, Teresa Rodríguez è stata rieletta per occupare la Segreteria Generale di Podemos Andalucía dopo aver ottenuto il 75,64% dei consensi nella II Assemblea andalusa (13.184 voti). Le candidate Carmen Lizárraga di 'Now Andalucía' e Begoña Gutiérrez di 'Andalucía, plaza a plaza', si sono classificate rispettivamente al secondo posto con l'11,59% dei voti e al terzo posto con l'11,16% dei voti.
Nelle elezioni del dicembre 2018, ha guidato la coalizione "Adelante Andalucía", che ha ottenuto diciassette seggi nel parlamento andaluso. 

### L'uscita da Podemos
Il 12 febbraio 2020, ha annunciato, attraverso un video congiunto con Pablo Iglesias, la sua uscita da Podemos a causa di divergenze strategiche, sebbene sia rimasta nell'incarico fino all'elezione di una nuova leadership andalusa nel maggio dello stesso anno. La nuova leadership ha quindi chiesto l'espulsione della Rodríguez e di altri sette membri degli "Anticapitalisti" dal gruppo parlamentare Adelante Andalusia. Questa richiesta è stata accolta con il sostegno del Partito popolare, PSOE e Vox.
Nel settembre 2023, la Corte Costituzionale si è pronunciata, all'unanimità, a favore di Rodríguez e degli altri deputati interessati, ritenendo che, con l'espulsione del gruppo parlamentare, la Commissione del Parlamento andaluso ha violato i loro diritti politici. Ma già da qualche mese, il 19 dicembre 2022, Teresa  Rodríguez aveva annunciato le sue dimissioni dal Parlamento dell'Andalusia per tornare al suo incarico di insegnante a Puerto Real. Ha tuttavia continuato a fare  politica come portavoce e leader di Adelante Andalucía.

## Vita privata
È la compagna del politico José María González Santos "Kichi", sindaco di Cadice, con il quale ha avuto due figlie.